# Chiesa di San Michele di Plaiano
La chiesa di San Michele di Plaiano o Plaianu (in sassarese Santu Miali de Li Piani), è una chiesa campestre di Sassari.

## Territorio
L'edificio è collocato nel territorio comunale di Sassari, a 8–9 km dall'abitato in direzione nord-ovest, lungo la SP 60 detta Buddi Buddi, coperta dalla stessa strada e visibile solo in direzione della città.

## Storia
Nel 1082 il giudice di Torres Mariano I di Torres offrì le fertili terre di Plaiano della curatoria di Romangia all'Opera di Santa Maria di Pisa, ente che amministrava le donazioni dei fedeli per la costruzione della cattedrale di Pisa, che nel 1115-1116 passarono al monastero di San Zeno di Pisa. 
Il 3 settembre 1127, su richiesta dello stesso abate di Plaiano, Mauro, dei confratelli e dei patroni la chiesa con tutte le sue pertinenze (composte da terreni, vigne, servi, ancelle e le quattro chiese  dipendenti di Santa Maria di Sennori, Santa Anastasia di Tissi, Sant'Eugenia di Musciano e San Simplicio di Essala) passò di mano dai camaldolesi ai vallombrosani, principali artefici del successo economico, politico e religioso del complesso. I monaci vallombrosani restarono nel monastero sino al XV secolo, quando scomparvero del tutto lasciando ogni cosa in abbandono. Tra le cause vi sono le guerre interne, lo spopolamento rurale dovuto alle carestie e alle malattie, la mancanza di beni monetari e manodopera.
Il 24 maggio 1139 è la concessione, da parte di papa Innocenzo II,  alle  due  abbazie  vallombrosane  sarde  di  San  Michele  di Plaiano  e  di  San  Michele  di  Salvennor  della  esenzione  dalla giurisdizione vescovile, della potestà giudiziaria sui sudditi, chierici  e  laici,  liberi  e  servi,  nonché  la  conferma  dei  beni posseduti.
L'8 dicembre 1503 la bolla di papa Giulio II attesta il passaggio dell'abbazia alla diocesi di Ampurias, unitamente alla chiesa di Santa Maria di Tergu, ma il 17 giugno 1585 grazie alla pressione di Filippo II di Spagna le rendite del complesso furono concesse con una nuova bolla di papa Sisto V all'Inquisizione spagnola in Sardegna, lasciando però al vescovo di Ampurias titolo e giurisdizione spirituale. Ancora oggi il vescovo di Ampurias porta il titolo meramente onorifico di 'abate di San Michele di Plaiano'. 
L'ultimo passaggio si ha il 7 novembre 1769, quando, per l'intervento dell'arcivescovo Giulio Cesare Viancini che voleva destinarne i redditi a favore dell'apertura di una farmacia pubblica, una nuova bolla la assegna all'ospedale di Sassari, dal quale insieme al monastero e terreni passò a privati e successivamente per mancato pagamento al Credito fondiario sardo, che la adibisce a deposito. Dell'antico simulacro di San Michele Arcangelo conservato nella chiesa si sono perse le tracce da tempo, dopo l'acquisto da  parte di privati.
Appartiene spiritualmente alla parrocchia di Nostra Signora del Latte Dolce dell'arcidiocesi di Sassari.

## Architettura
Artisticamente assimilabile alla tipologia degli edifici di tipo romanico-pisano, presenta diverse analogie con la chiesa di San Nicola di Trullas a Semestene e specialmente con la chiesa di Santa Anastasia a Tissi, che riprende il primo impianto della chiesa nelle proporzioni allungate dell'aula, formata da tre moduli quadrati in sequenza.

## Galleria d'immagini

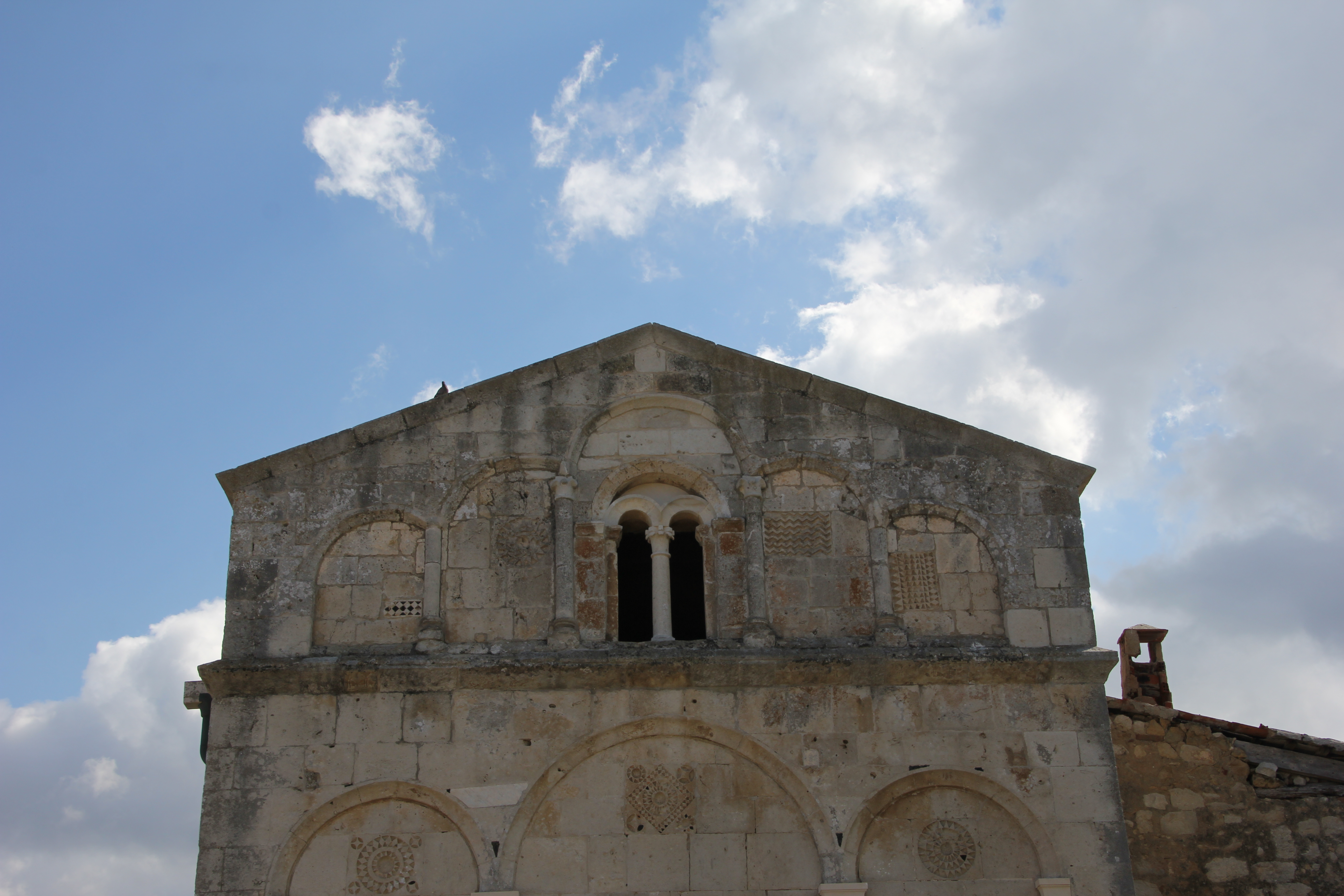
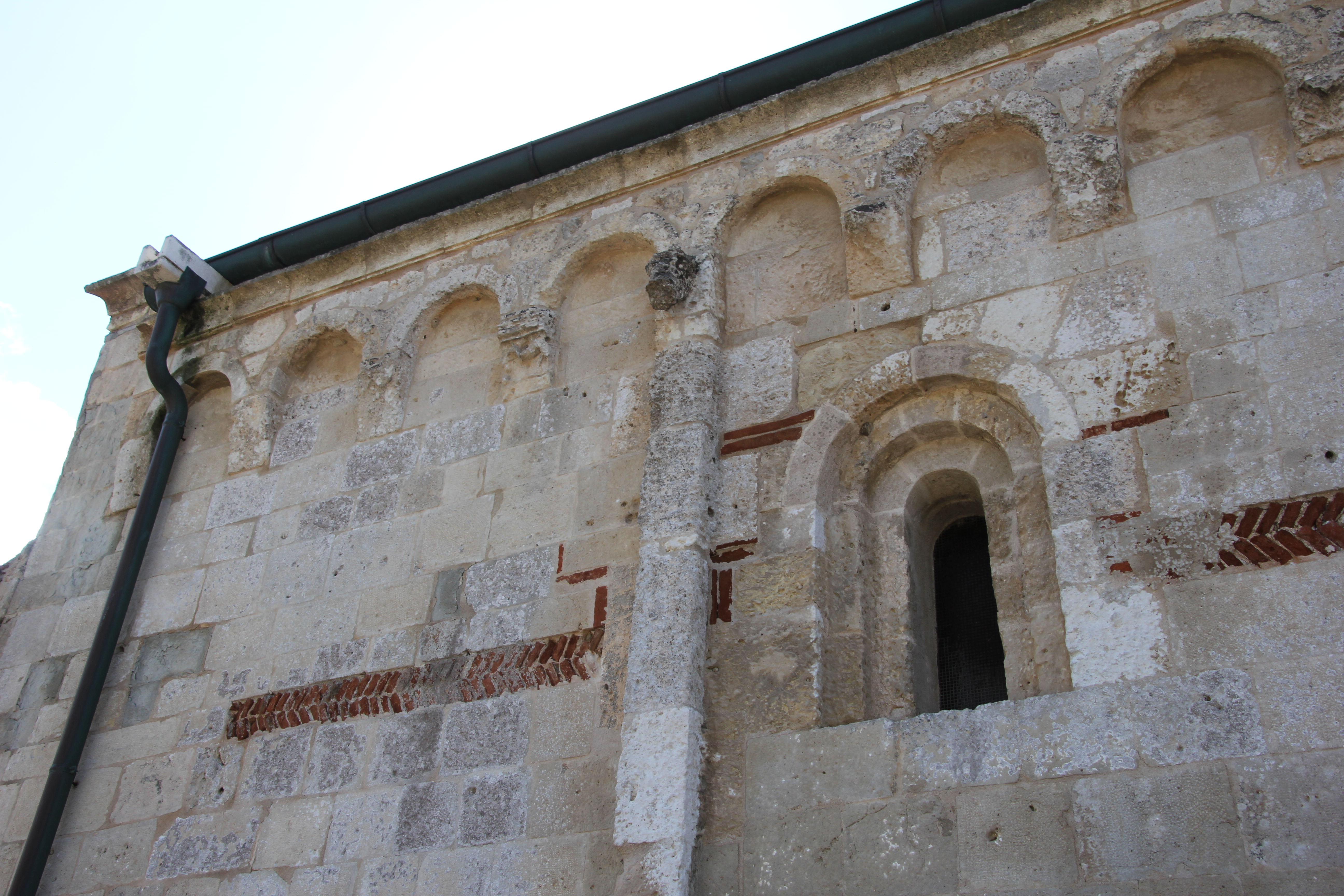
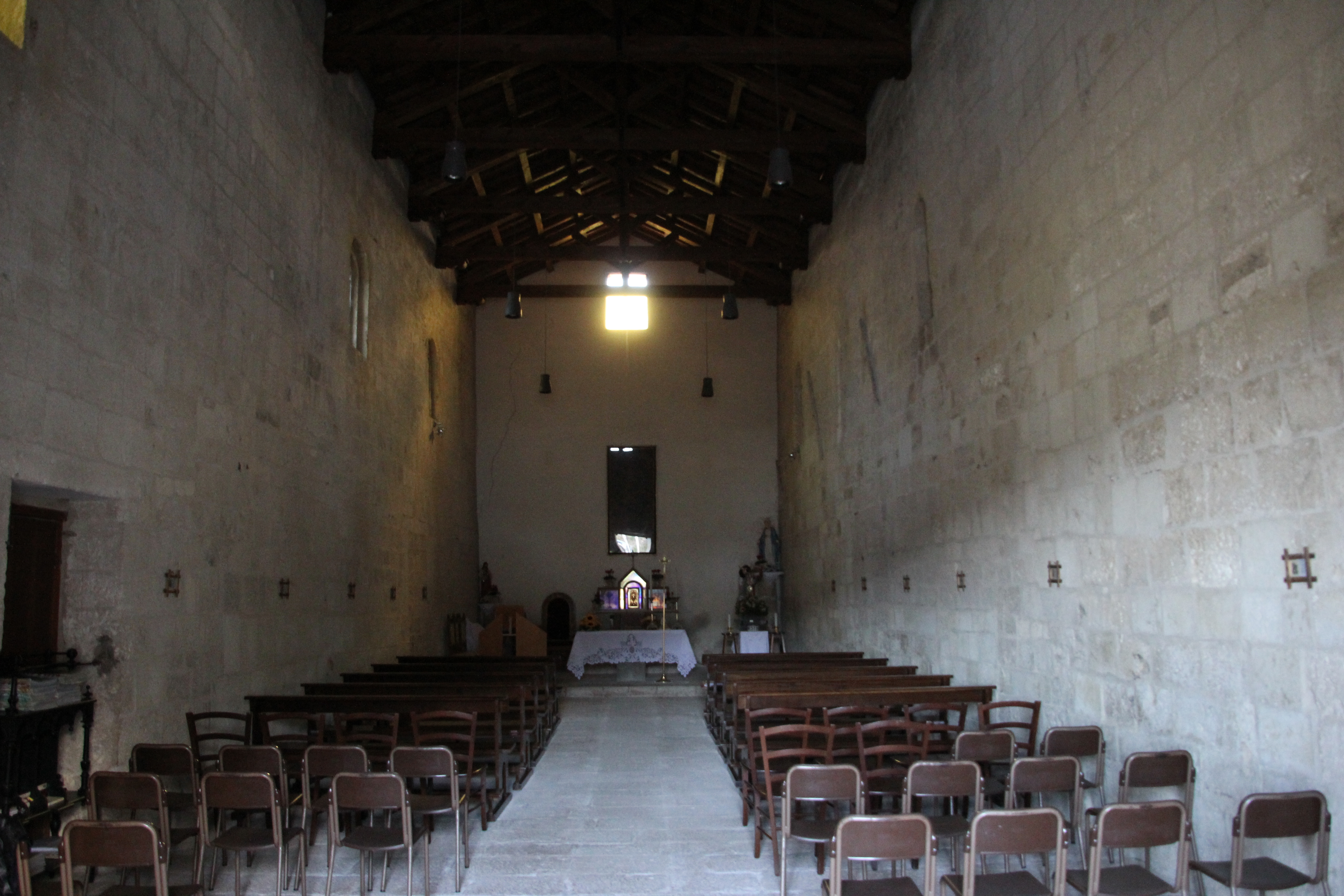
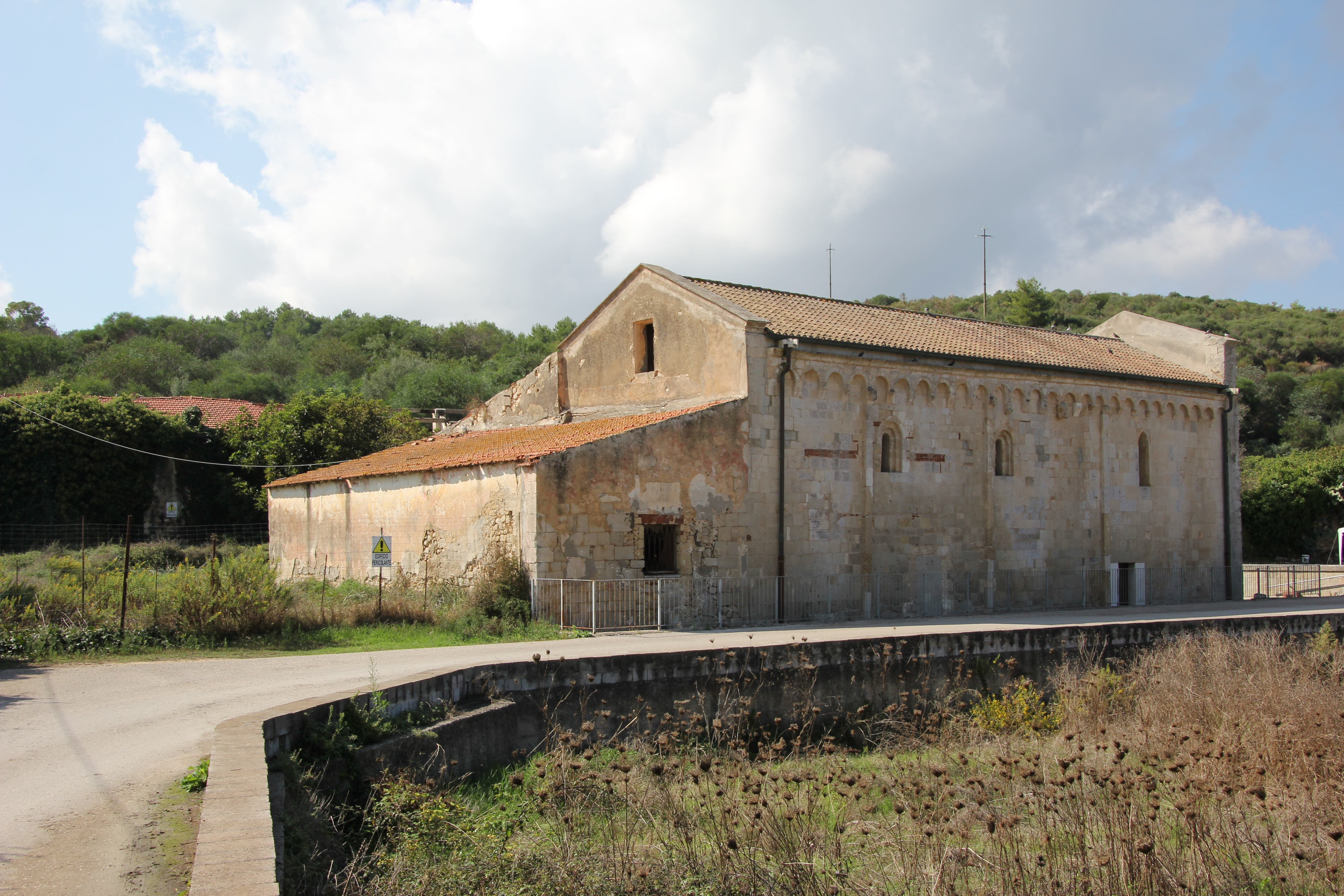